# جون مونتجومري
جون مونتجومري (بالإنجليزية: John Montgomery) هو ضابط ومحامي وسياسي أمريكي، ولد في 1764 في الولايات المتحدة، وتوفي في 17 يوليو 1828 في بالتيمور في الولايات المتحدة. انتخب عضو مجلس النواب الأمريكي.